# Someday Out of the Blue
Someday Out of the Blue è un brano composto ed interpretato da Elton John; il testo è opera di Tim Rice. Coautore del brano è il produttore Patrick Leonard.

## Il brano
È noto per essere il tema portante della colonna sonora del film La strada per El Dorado (The Road to Eldorado Soundtrack, 2000). Particolarmente curioso in questo senso risulta essere il videoclip della canzone: Elton infatti si trasforma in cartone animato e compare nel film d'animazione assieme ai protagonisti. Tuttavia, nonostante nel video suoni il pianoforte, non è presente ad alcuna tastiera nel pezzo e si limita a cantare (è infatti il produttore Patrick Leonard ad occuparsi di tutte le tastiere e della programmazione). Alle chitarre sono presenti Tim Pierce, Heitor Pereira e Dean Parks. La batteria è suonata da Curt Bisquera, mentre alle percussioni si cimenta Luis Conte. Ai cori troviamo Richard Page, Siedah Garrett, Lynn Davis, Kudisan Kai, Davey Johnstone, Phillip Ingram e Dorian Holley; l'arrangiamento degli archi è infine opera di Jeremy Lubbock. Il titolo del testo di Rice significa Un Giorno All'Improvviso.
Someday Out of the Blue è stata pubblicata come singolo (nel Regno Unito solo promo), ma a causa dello scarso successo commerciale del film non ha conseguito un buon successo (numero 49 USA), a parte la numero 5 raggiunta nella classifica statunitense della musica Adult contemporary. Nell'Europa continentale il singolo conteneva Perfect Love e Hey, Armadillo come B-side.

## I singoli
Singolo in CD (UK, promo)
1. "Someday Out of the Blue" (Edit) - 4:00
2. "Someday Out of the Blue" - 4:47

Singolo in CD (USA, promo)
1. "Someday Out of the Blue" (Edit) - 4:00
2. "Someday Out of the Blue" - 4:47

Singolo in CD (USA, promo)
1. "Someday Out of the Blue" - 4:48
2. "Friends Never Say Goodbye" (Film Version) - 3:13
3. "Whitout Question" (Film Version) - 2:30
4. "Cheldorado" (Hans Zimmer) - 4:26
5. "The Brig" (Hans Zimmer) - 2:58
6. "Wonders of the New World" (John Powell) - 5:55

Singolo in CD (USA)
1. "Someday Out of the Blue" (Edit) - 4:00
2. "Cheldorado" (Hans Zimmer) - 4:26